# Jacques Sternberg
Jacques Sternberg (Antwerpen, 1923. április 17. – Párizs, 2006. október 11.) belga tudományos-fantasztikus író.

## Élete
Jómódú orosz-zsidó családban született. Az iskolában gyenge tanuló volt, különösen a francia nyelvvel küszködött. 15-16 éves kora körül kezdett írni. Korai írásaira a fantasztikum és a burleszk-szerű elemek jellemzőek, csak később kezdett tudományos-fantasztikus regényeket írni. Iskolái végeztével előbb mint csomagoló dolgozott egy kartongyárban, később Párizsba költözött azzal a reménnyel, hogy sikeres író lesz. Az 1950-es évek Párizsának irodalmát a szürrealisták uralták, Sternberg ebben a közegben némi sikert ért el. Sternberg soha nem azonosult sem zsidó, sem belga örökségével, inkább egyszerűen "halandónak" gondolta magát. 
Gyakorlott kormányos volt, volt egy kisebb gumicsónakja (Zef osztályú, nappali túrákra kiválóan alkalmas, de lassú és versenyzésre alkalmatlan), ezzel gyakran fáradságos tengeri túrákat tett még viszonylag rossz időben is. Elutasította a szervezett regattákat és a versenyzést, szatírát írt vitorlásokról, szponzorokról és jachtklubokról Le navigateur című regényében. A csónakos vitorlázás számára azt jelentette, hogy szoros kapcsolatban áll a tengerrel, ez egyik kulcsa annak, hogy megértsük a tenger fontos helyét Sternberg munkásságában, kivált legjobb, Sophie, la mer et la nuit című regényében.
Tüdőrákban hunyt el.

## Irodalmi munkássága
Munkássága a fantasztikum és a tudományos-fantasztikus irodalom közti határvonalra helyezhető, ez utóbbiról azt állította, hogy csupán részhalmaza a fantasztikumnak (Une Succursale du Fantastique nommée Science-Fiction című esszéje, 1958). Sternberg munkáiban nem a szellemek vagy a vámpírok a félelem okai, hanem a modern város, amelyet egy óriási, gonosz entitásként ábrázolt, amely elnyeli a benne élő embereket. Ez a téma újra és újra megjelent regényeiben (L'Employé, 1958; L'Architecte (1960) és a La Banlieue (1976). 
Novellái a La Géométrie dans l'Impossible (1953), La Géométrie dans la Terreur (1958), Contes Glacés (1974) és a Contes Griffus (1993) című gyűjteményekben jelentek meg. Elbeszélései ötvözik a sötét, szürrealizmusba hajló humort, az abszurd kafkai felfogását és a pesszimista, komor jövőképet. Rövid írásaiban a szerelem sosem a megváltás forrása, hanem lehetetlen, szinte idegen dolog (Sophie, la Mer, la Nuit, 1976;  Le Navigateur, 1977). Tudományos.fantasztikus munkáira szintén az abszurd követése jellemző, ezek is különböző gyűjteményekben jelentek meg (Entre Deux Mondes Incertains, 1957; Univers Zéro, 1970 és Futurs sans Avenir, 1971). 
Témái közt szerepeltek magukat tévesen afroamerikaiaknak kiadó idegenek, Jézus 533. megfeszítése, a Föld véletlen elpusztítása olyan idegenek által, akik nem értik az emberiséget stb. Sternberg történetei előrevetítik az új hullám kísérleti szövegeit, valamint Douglas Adams humoros alkotásait. Sternberg írta Alain Resnais filmrendező Je t'aime, Je t'aime című, az időutazással foglalkozó filmje forgatókönyvét. Magyar nyelven egyetlen elbeszélése jelent meg a Galaktika 38. számában 1980-ban A kérészek címmel.

## Fordítás
- Ez a szócikk részben vagy egészben  a   Jacques Sternberg című angol Wikipédia-szócikk ezen változatának fordításán alapul.  Az eredeti cikk szerkesztőit annak laptörténete sorolja fel. Ez a jelzés csupán a megfogalmazás eredetét és a szerzői jogokat jelzi, nem szolgál a cikkben szereplő információk forrásmegjelöléseként.